# سوتلوگورسک، کالینینگراد
شهر سوتلوگورسک (به روسی: Светлогорск) در کشور روسیه و در استان کالینینگراد واقع شده‌است.

## نگارخانه

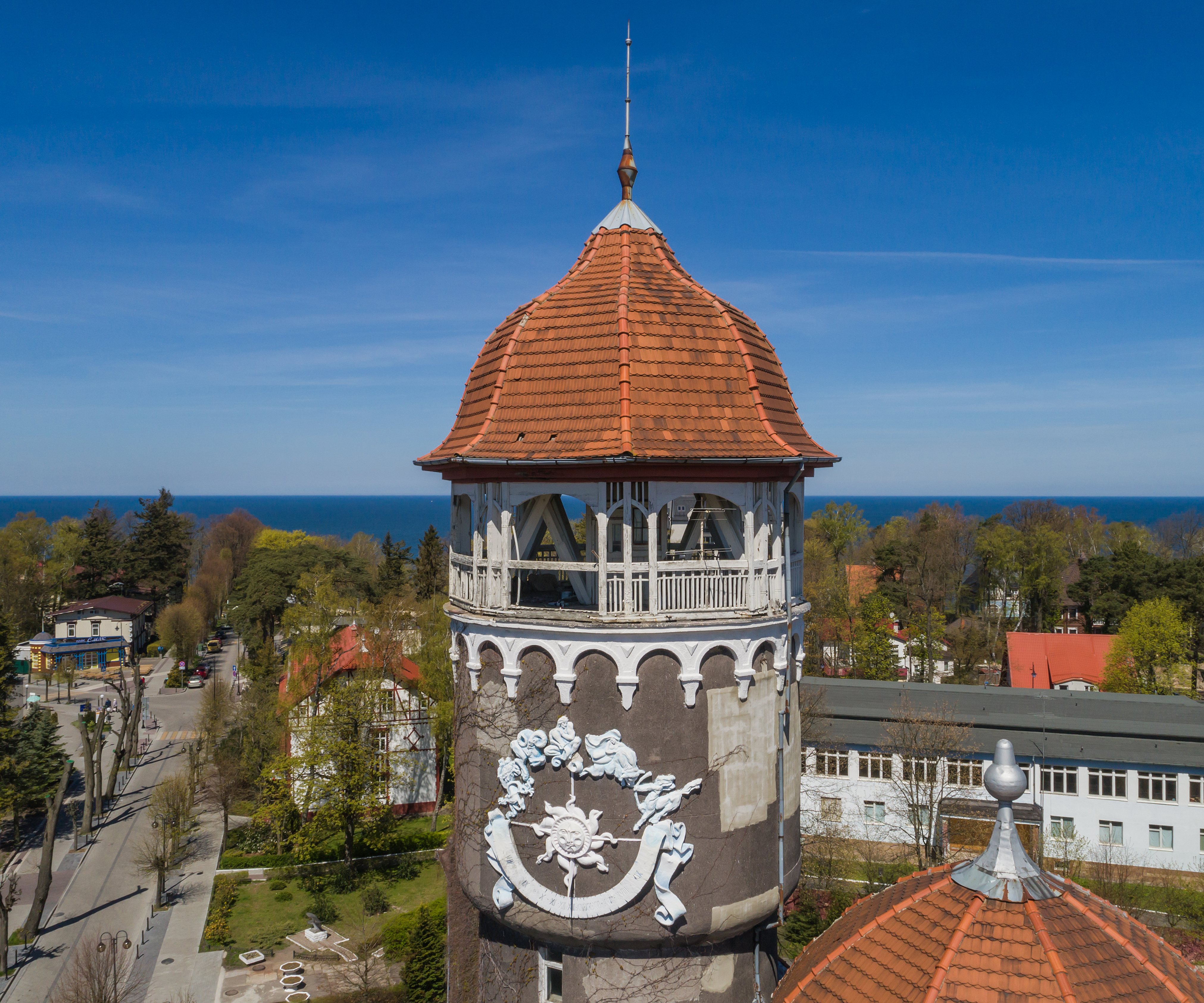
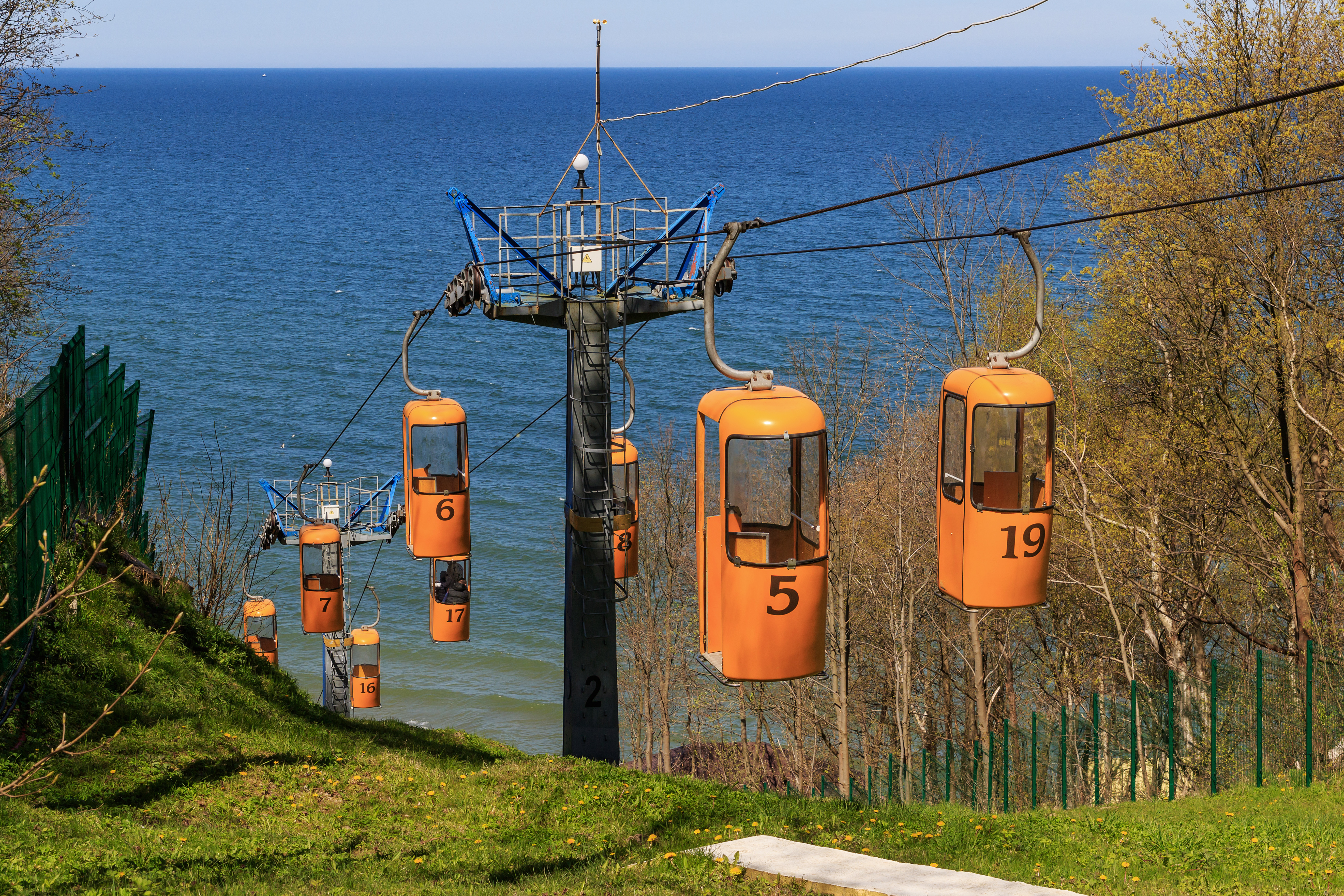